# Koranit
Koranit (hebr. קורנית; ang. Qoranit; pol. Tymianek) – wieś komunalna położona w Samorządzie Regionu Misgaw, w Dystrykcie Północnym, w Izraelu.

## Położenie
Koranit jest położona na wysokości 453 metrów n.p.m. w środkowej części Dolnej Galilei na północy Izraela. Leży na szczycie góry Har Szechanija (456 m n.p.m.), która należy do północno-zachodnich wzniesień grzbietu górskiego Gór Jatwat (ok. 500 m n.p.m.), oddzielającego położoną na północy Dolinę Sachnin od położonej na południu Doliny Bejt Netofa. Po północno-wschodniej stronie przebiega wadi strumienia Segew, a zachodnich zboczy spływa strumień Szechanija. Okoliczny teren opada w kierunku zachodnim do wzgórz Zachodniej Galilei i dalej na równinę przybrzeżną Izraela. Okoliczne wzgórza są zalesione. W otoczeniu wsi Koranit znajdują się miasta Sachnin i Tamra, miejscowości Arraba, Kaukab Abu al-Hidża, Kefar Maneda i I’billin, moszaw Jodfat, oraz wsie komunalne Szechanija, Segew, Rakefet, Moreszet i Micpe Awiw. Na północny wschód od wsi jest położona ściśle tajna baza wojskowa Jodfat, w której prawdopodobnie odbywa się montaż i demontaż izraelskiej broni jądrowej.
Koranit jest położona w Samorządzie Regionu Misgaw, w Poddystrykcie Akka, w Dystrykcie Północnym Izraela.

## Demografia
Stałymi mieszkańcami wsi są wyłącznie Żydzi. Tutejsza populacja jest świecka:

Źródło danych: Central Bureau of Statistics.

## Historia

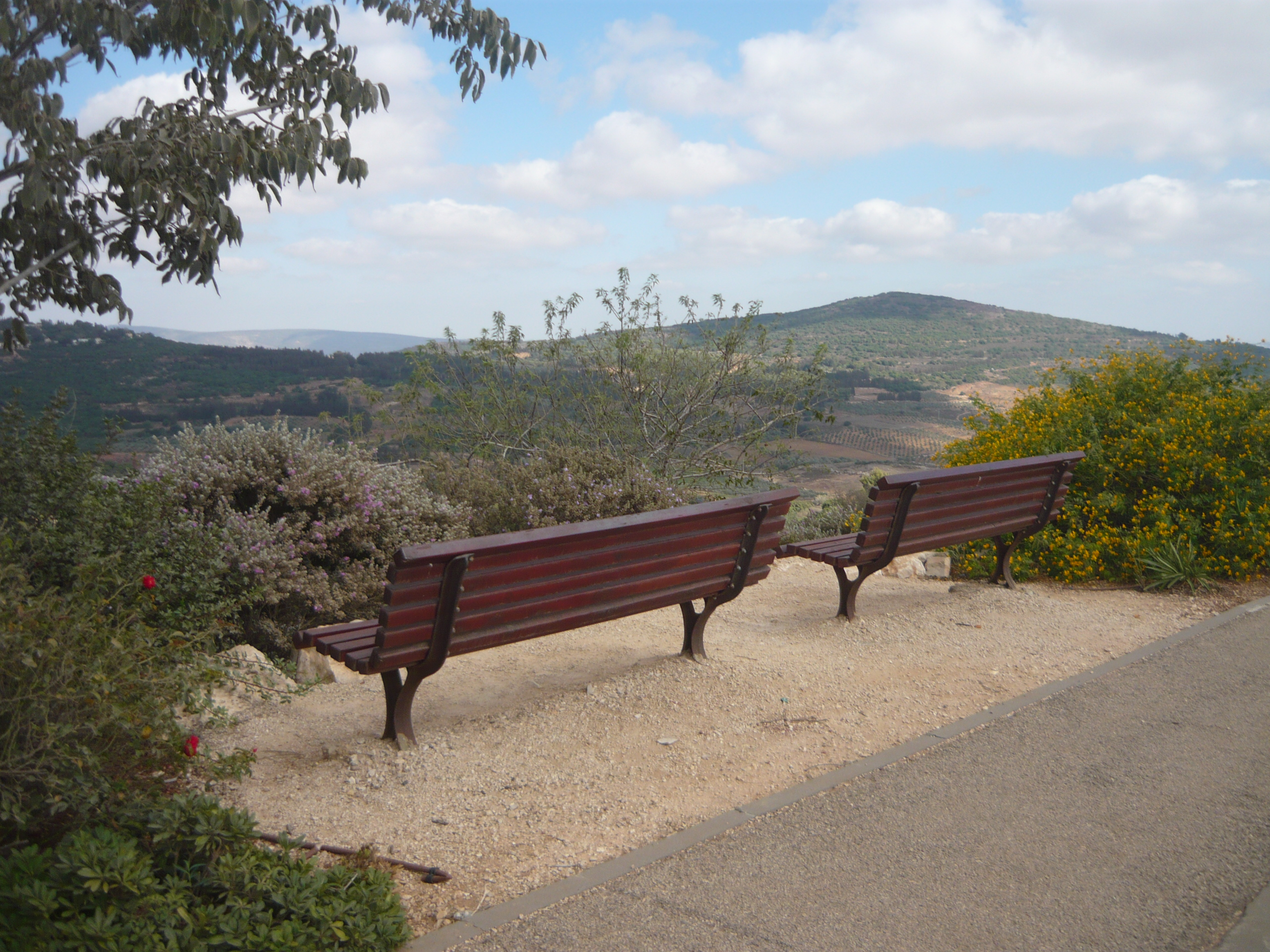
Widok na okoliczne wzgórza

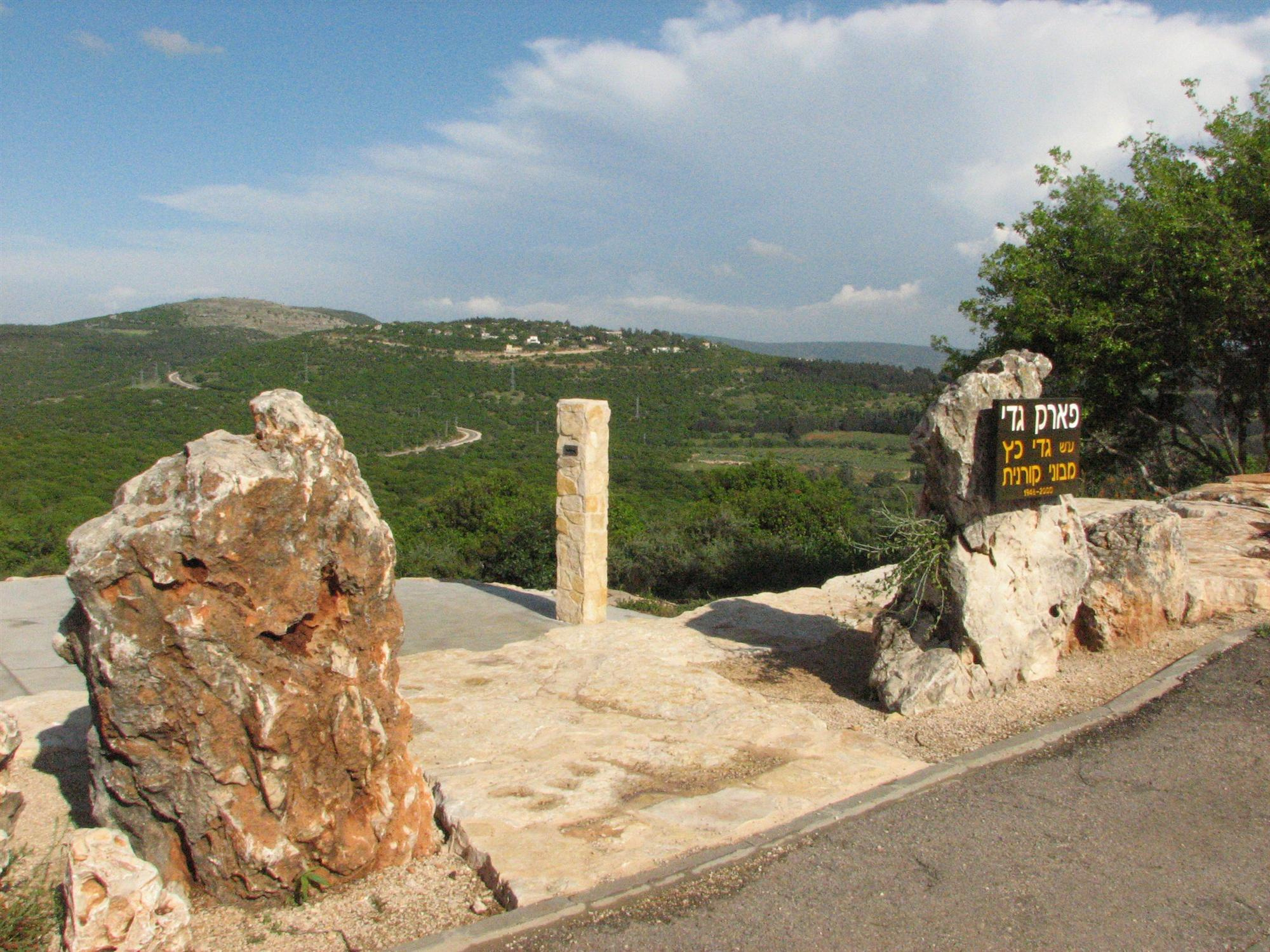
Park we wsi Koranit

Osada została założona w 1982 roku w ramach rządowego projektu Perspektywy Galilei, którego celem było wzmocnienie pozycji demograficznej społeczności żydowskiej na północy kraju. Grupa założycielska zamieszkała w 1977 roku w obozie przejściowym w rejonie współczesnej wioski Segew. W 1978 roku założyli w tym miejscu swoją pierwszą osadę rolniczą. Kilka lat później przenieśli się w obecną lokalizację. Pierwotnie był to typowy moszaw, który w latach 90. XX wieku przeszedł proces prywatyzacji, a następnie został przekształcony w wieś komunalną. Istnieją plany rozbudowy wsi.

### Nazwa
Nazwa wsi pochodzi od hebrajskiej nazwy tymianku.

## Edukacja
Wieś utrzymuje przedszkole. Starsze dzieci są dowożone do szkoły podstawowej we wsi Gilon.

## Kultura i sport
We wsi jest ośrodek kultury z biblioteką oraz mały amfiteatr. Z obiektów sportowych jest basen pływacki, boisko do koszykówki oraz siłownia.

## Infrastruktura
We wsi jest przychodnia zdrowia, sklep wielobranżowy oraz warsztat mechaniczny.

## Gospodarka
Lokalna gospodarka opiera się na obsłudze ruchu turystycznego. Większość mieszkańców dojeżdża do pracy poza wsią.

## Transport
Wieś Koranit jest połączona wewnętrzną lokalną drogą z sąsiednią wsią Szechanija. Z wiosek wyjeżdża się na zachód na drogę nr 7933, którą jadąc na północny zachód dojeżdża się do wsie komunalnej Manof, lub jadąc na południowy wschód dojeżdża się do skrzyżowania z drogą nr 784. Jadąc drogą tą na południowy zachód dociera się do miejscowości Kaukab Abu al-Hidża, lub jadąc na północny wschód do skrzyżowania z drogą nr 7955 (prowadzi na wschód do moszawu Jodfat) i dalej do wsie komunalnej Rakefet.